# 7-й федеральный избирательный округ Чьяпаса

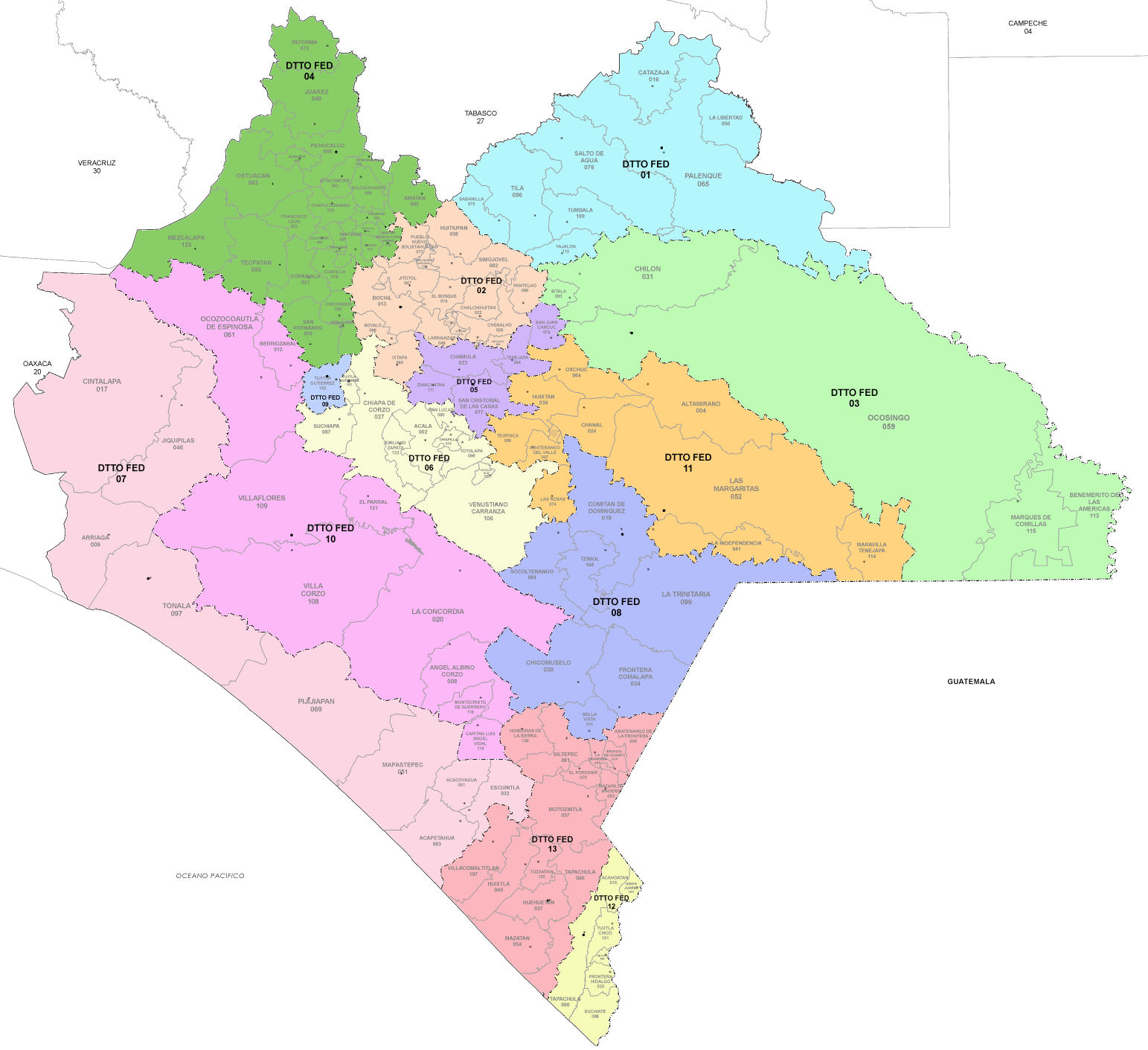
Карта федеральных избирательных округов штата Чьяпас. 7-й отмечен розовым цветом

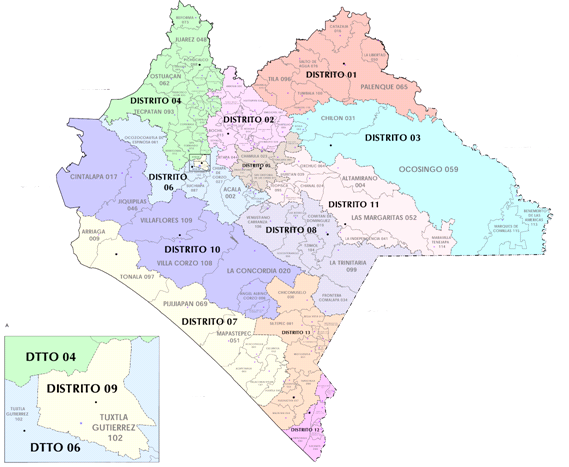
Карта федеральных избирательных округов штата Чьяпас в период с 2017 по 2022 год

7-й федеральный избирательный округ Чьяпаса в 2005—2017 годах

7-й федеральный избирательный округ Чьяпаса (исп. Distrito electoral federal 07 de Chiapas) — один из 300 избирательных округов, на которые делится терриория Мексики для проведения выборов в федеральную Палату депутатов, и один из 13 таких округов в штате Чьяпас.
От округа в нижнюю палату Конгресса избирается один депутат на трёхлетний законодательный период по принципу «первого прошедшего по списку». Голоса, поданные в округе, также учитываются при расчёте пропорционального представительства («многомандатности») депутатов, избранных от Третьего избирательного региона.
Упразднённый в 1930 году, 7-й округ был восстановлен в рамках избирательной реформы 1977 года. Согласно плану формирования округов 1975 года, в Чьяпасе было всего шесть избирательных округов. После реформ 1977 года их число увеличилось до девяти. Первый депутат от 7-го округа был избран на промежуточных выборах 1979 года.

## Территория округа
В соответствии с планом формирования округов на 2023 год, принятым Национальным избирательным институтом, который будет использоваться для выборов 2024, 2027 и 2030 годов, 7-й округ охватывает 214 избирательных участков (исп. secciones electorales) в девяти муниципалитетах штата Чьяпас, расположенных вдоль побережья Тихого океана и у границы с мексиканским штатом Оахака:
- Акакоягуа, Акапетауа, Арриага, Синталапа, Эскуинтла, Хикипилас, Мапастепек, Пихихьяпан и Тонала.

## Депутаты, избранные в Конгресс от округа
| Выборы                                                  | Депутат                             | Партия | Срок      | Созыв Конгресса |
| ------------------------------------------------------- | ----------------------------------- | ------ | --------- | --------------- |
| 7-й округ не функционировал в период с 1930 по 1979 год |                                     |        |           |                 |
| 1979                                                    | Антонио Куэто Ситалан               |        | 1979—1982 | 51-й Конгресс   |
| 1982                                                    | Сами Давид Давид                    |        | 1982—1985 | 52-й Конгресс   |
| 1985                                                    | Умберто Андрес Савала Пенья         |        | 1985—1988 | 53-й Конгресс   |
| 1988                                                    | Нефтали Рохас Идальго               |        | 1988—1991 | 54-й Конгресс   |
| 1991                                                    | Хорхе Фламмарион Монтесинос Мельгар |        | 1991—1994 | 55-й Конгресс   |
| 1994                                                    | Габриэль Агилар Ортега              |        | 1994—1997 | 56-й Конгресс   |
| 1997                                                    | Хуан Оскар Тринидад Паласиос        |        | 1997—2000 | 57-й Конгресс   |
| 2000                                                    | Патрисия Агилар Гарсия              |        | 2000—2003 | 58-й Конгресс   |
| 2003                                                    | Франсиско Грахалес Паласиос         |        | 2003—2006 | 59-й Конгресс   |
| 2006                                                    | Фернель Гальвес Родригес            |        | 2006—2009 | 60-й Конгресс   |
| 2009                                                    | Хосе Мануэль Маррокин Толедо        |        | 2009—2012 | 61-й Конгресс   |
| 2012                                                    | Франсиско Грахалес Паласиос         |        | 2012—2015 | 62-й Конгресс   |
| 2015                                                    | Диего Валера Фуэнтес                |        | 2015—2018 | 63-й Конгресс   |
| 2018                                                    | Мигель Прадо де лос Сантос          |        | 2018—2021 | 64-й Конгресс   |
| 2021                                                    | Мануэль де Хесус Нарсия Коутиньо    |        | 2021—2024 | 65-й Конгресс   |
| 2024                                                    | Асусена Арреола Тринидад            |        | 2024—2027 | 66-й Конгресс   |

## Президентские выборы
| Выборы | Победивший в округе          | Партия или коалиция        | %       |
| ------ | ---------------------------- | -------------------------- | ------- |
| 2018   | Андрес Мануэль Лопес Обрадор | Вместе мы войдём в историю | 68,6628 |
| 2024   | Клаудия Шейнбаум             | Продолжим творить историю  | 77,4539 |